# Hållplats

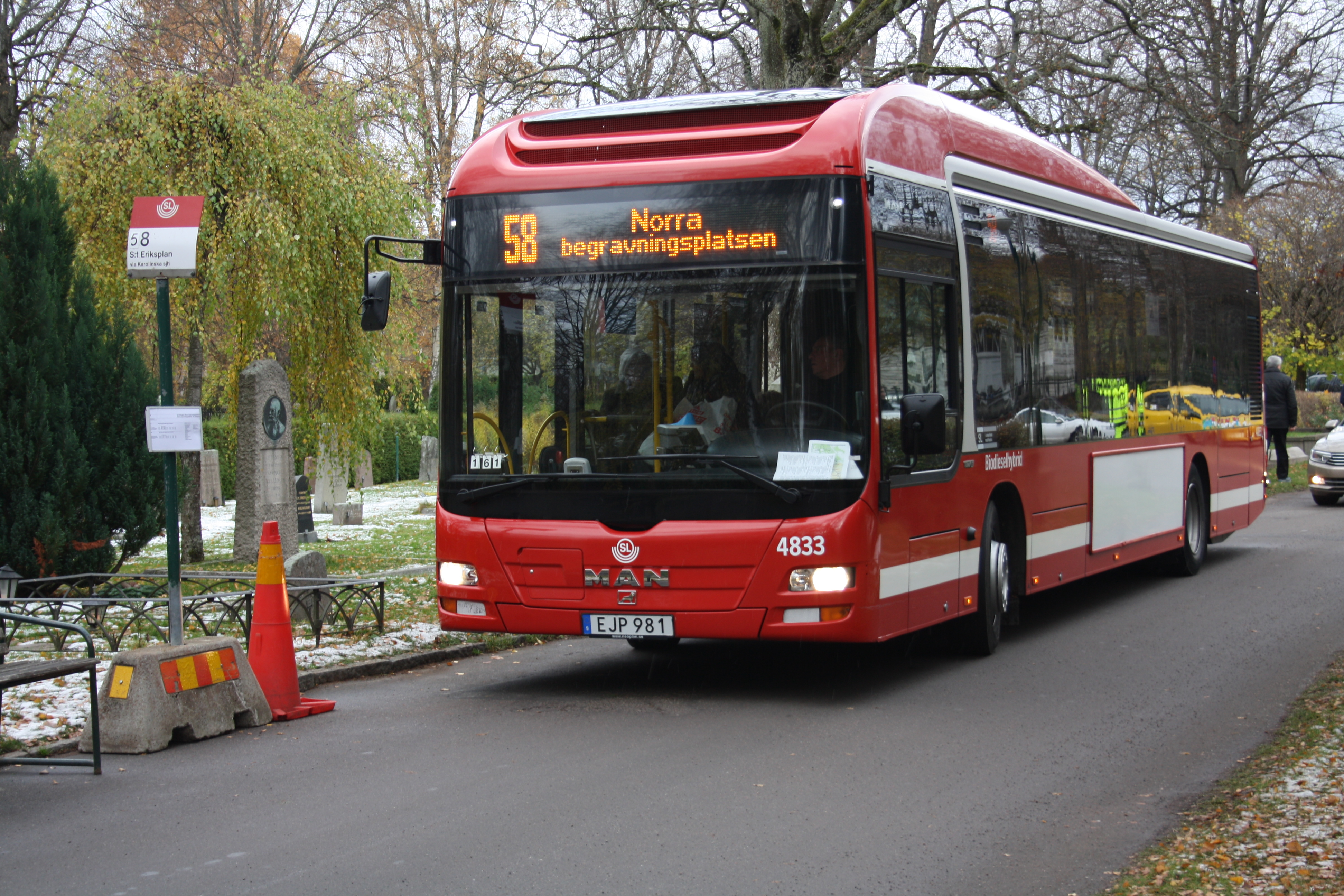
Buss vid Norra begravningsplatsen.

Hållplats är en plats längs en järnvägs-, spårvägs- eller busslinje, avsedd för fordonet att göra uppehåll på, för att där ta ombord och/eller släppa av passagerare. Hållplatsen är markerad med en skylt. I Sverige anges ofta trafikbolag, linjenummer och destination, och en tidtabell är ofta anslagen. Vilka hållplatser som finns på en linje, anges ofta i linjens tidtabell. För att fordonet skall stanna på hållplatsen måste föraren ofta uppmärksammas på att man önskar stiga på eller av.

## Järnväg

### Allmän betydelse
På en järnväg stannar tåget för passagerares på-/avstigning (resandeutbyte) dels på järnvägsstationer, dels på hållplatser. Till skillnad från stationen saknar hållplatsen ofta stationsbyggnad och väntsal. Oftast finns dock en perrong och en väntkur. Till skillnad mot stationen stannar tågen som regel inte heller på hållplatsen, om man inte ger till känna, att man önskar stiga på eller av. På hållplatsen kan finnas en så kallad plåtstins - en stoppskylt som kan manövreras av den resande. Detta eftersom tåget kan ha så hög fart, att det annars inte hinner uppmärksamma den resande i tillräckligt god tid för att hinna stanna eller måste tvärbromsa vilket kan vara obekvämt för passagerare. Önskad avstigning meddelas till konduktör eller förare. Hållplats heter på danska "Trinbræt" vilket egentligen betyder "stegbräda", och beror på att de ursprungligen bara hade en bräda längs spåret som enda facilitet som fungerade som trappsteg. Liksom hållplats i Sverige betyder de att det inte finns signal eller växel där, även om de kan vara påkostade ur passagerarnas synvinkel. Många S-tågsstationer är formellt trinbræt men kallas ändå ofta station.

### Formell betydelse
Formellt enligt de numera i Sverige gällande föreskrifterna TTJ, är en hållplats en plats längs spåret iordningställd för att passagerare ska kunna stiga på och av, men som inte är en driftplats, det vill säga att det inte finns någon växel inom området.
Termen järnvägsstation har man numera gått ifrån i JTF/TTJ, eftersom det har varit en skillnad på den formella betydelsen i det äldre regelverket SÄO (den liknade den nyss nämnda betydelsen av driftplats; förekomsten av byggnad eller uppehåll för persontåg var inte avgörande) och allmän betydelse. Termen kan därför nu användas i friare betydelse av press, stationsägare och tågoperatörer.

## Spårväg och buss
Längs busslinjer på landsbygden finns ofta inget mer än en skylt. I städer finns ofta mer omfattande anordningar vid hållplatserna, särskilt i rika länder. Ofta finns en låg plattform, som gör insteget lägre. Om en väntkur eller ett väderskydd finns, kan skyltar och tidtabeller finnas på denna istället för på separat stolpe. Busshållplatser är ofta anordnade med en bussficka, lagom för en buss att få plats, för att bakomvarande trafik skall kunna passera. På spårvagns- och stombusslinjer är plattformen istället ofta rak. Om annan fordonstrafik passerar hållplatsen är förbud att parkera eller stanna ofta målat längs hållplatsen (i Sverige: gul streckad respektive heldragen linje). För synskadade kan hållplatsen och hållplatspunkten (där fronten på spårvagnen eller bussen skall stanna) vara utmärkt med grå räfflade betongplattor. Vid trafikerade gator kan staket avgränsa hållplatsen. Även på en spårvagns- eller busslinje måste man som regel ge till känna om man önskar gå på eller av. Väntande på hållplatsen kan man behöva vinka eller på annat sätt tillkännage sin avsikt att medfölja, för att fordonet skall stanna. Befinner man sig på fordonet, finns det ofta någon signalanordning för att till föraren signalera att man önskar stiga av vid nästa hållplats. 

### Ändhållplats
Den hållplats där bussen eller spårvagnen vänder och påbörjar sin återresa kallas ändhållplats. För spårvagnar kan det antingen vara en vändslinga om vagnarna bara har förarplats i ena änden, enriktningsvagn, vilket också alltid gäller bussar. Eller så kan spårvagnar ha förarplats båda ändarna, tvåriktningsvagn, och då är ändhållplatsen bara ett eller två spår.